# Claude Steiner
 (janvier 2017).
Si vous disposez d'ouvrages ou d'articles de référence ou si vous connaissez des sites web de qualité traitant du thème abordé ici, merci de compléter l'article en donnant les références utiles à sa vérifiabilité et en les liant à la section « Notes et références ».
Pour les articles homonymes, voir Steiner.
Claude Steiner, né à Paris le 6 janvier 1935 et mort à Ukiah (Californie) le 9 janvier 2017, est un psychologue et écrivain franco-américain.

## Biographie
Les parents de Claude Steiner étaient de nationalité autrichienne, sa mère de tradition juive et son père de tradition chrétienne. La famille a quitté la France en 1939 avant l’invasion nazie pour l'Espagne d'abord et aller ensuite s’installer au Mexique.
En 1952, Claude est allé aux États-Unis pour accomplir des études d’ingénieur. En 1957, il a rencontré le psychiatre Eric Berne, fondateur de l’analyse transactionnelle (AT), une approche de psychothérapie. Il devient un de ses adeptes. En 1965, il obtient un doctorat en psychologie clinique de l’université du Michigan à Ann Arbor. Il devient membre fondateur et enseignant de l’Association Internationale d’Analyse Transactionnelle.
Dans les années 1970 et 1980, Claude Steiner a fondé et pratiqué la « psychiatrie radicale », une nouvelle approche de psychothérapie basée sur un concept social (d’aliénation) plus que sur un concept médical (de pathologie individuelle)[réf. souhaitée].
Claude Steiner a écrit des livres et de nombreux articles au sujet de l'analyse transactionnelle. Ses contributions concernent principalement les scénarios de vie, l’alcoolisme, la compétence émotionnelle et les jeux de pouvoir relationnel.

## L'alphabétisation émotionnelle
Dans son livre Healing Alcoholism, Steiner développe la notion d'« alphabétisation émotionnelle ». Celle-ci se compose de 3 capacités : comprendre ses émotions, écouter d’autres personnes et entrer en empathie avec leurs émotions, enfin exprimer des émotions de façon productive. « Être émotionnellement alphabétisé », explique Steiner, c'est "savoir que nous-mêmes et les autres ressentons, c’est être capable de gérer des situations émotionnelles difficiles qui vont souvent jusqu’à l’affrontement, le mensonge, l’attaque et les blessures." (Steiner, l'ABC des émotions, page 30).